# Fabij Maksim
Quintus Fabius Maximus Verrucosus Cunctator, rimski politik, konzul, diktator, vojskovodja, *ok. 280 pr. n. št. † 203 pr. n. št.
Kvint Fabij Maksim je bil potomec Fabijcev, takrat najstarejše in najimenitnejše rimske rodbine. Prvič od skupno petkrat je bil izvoljen za konzula leta 233 pr. n. št.. 
Sledilo je cenzorstvo leta 230 pr. n. št. in še pred izbruhom druge punske vojne ponovno konzulat leta 228 pr. n. št.. 
Ker je Rimljane večkrat rešil pred Hanibalom, so ga imenovali za diktatorja. Poleg tega, da je spremenil smer politike in se izogibal odprtim spopadom, je Fabij Maksim okrepil religijo, da so ljudje v njej poiskali oporo zaradi stiske.
Bil je tudi svečenik, ki je z opazovanjem ptičjega leta napovedoval usodo. Leta 216 pr. n. št. je bil izvoljen za pontifeksa, člana najvišjega kolegija svečenikov.
Potem ko je od leta 216 do ok. 213 pr. n. št. na političnem in vojaškem področju postavil odlične smernice za Kartagino, je leta 209 pr. n. št. še petič kot konzul osvojil pomembno mesto Tarent, je zadnja leta Fabijevega življenja zaznamovalo na za starost značilno trmo meječe odločno nasprotovanje rimskemu vojskovodji Scipionu. Leta 203 pr. n. št. je pred koncem druge punske vojne Fabij umrl.
Verrucosus (lat. Bradavičnik) - nadeli so mu tak vzdevek, ker je imel nad ustnico bradavico, Kunktator (lat. Obotavljalec) - zaradi njegove strategije v vojni s Hanibalom, ki je tudi rešila Rim.